# Géraldine Gaulier
Géraldine Gaulier (* 1947 in Bern) ist eine Schweizer Sängerin. 

## Leben und Wirken
1966 erschien ihre erste Extended Play La rivière me disait bei Polydor und sie hatte einen ersten Fernsehauftritt.
Für den Eurovision Song Contest 1967 in Wien vertrat sie die Schweiz mit dem Chanson Quel cœur vas-tu briser? (deutsch: Welches Herz wirst du brechen?). Sie konnte die Länderjurys nicht überzeugen und landete auf dem letzten Platz ohne Punkte.
1968 erschien dann noch eine zweite EP namens Les Chattes.